# Parti de la bière (Autriche)
Pour les articles homonymes, voir Bier.
Le Parti de la bière (en allemand : die Bierpartei, abrégé en BIER) est un parti politique autrichien satirique. Il est fondé en 2014 sous le nom de Bierpartei Österreich (« Parti autrichien de la bière ») et utilise alors l’abréviation BPÖ jusqu'à son changement de nom en 2020. Le BIER n'est organisé qu'au niveau fédéral et n'a aucune branche régionale. Les activités du parti se limitent à Vienne où il apparait pour la première fois sur les bulletins lors des élections législatives de 2019 puis de nouveau lors des élections régionales de 2020 où il remporte respectivement 0,6% et 1,8% des voix. Le parti parvient tout de même à faire élire 11 conseillers d'arrondissements à Vienne. 
Lors de l'élection présidentielle de 2022, son président, Dominik Wlazny, arrive 3e avec plus de 8 % des voix. Cependant aux élections législatives de 2024, le parti n'obtient que 2 % de voix. Le BIER n'a donc toujours aucun siège au sein du Conseil national, du Conseil fédéral ou d'un Landtag. 

## Histoire

### Précédents
L'existence de parti politiques pour la bière n'est pas une nouveauté, particulièrement en Europe de l'Est. Lors des élections législatives est-allemandes de 1990, une liste nommée Deutsche Biertrinker Union (« Union des buveurs de bière allemands ») se présente dans la circonscription de Rostock. Elle recueille 2 534 voix et n'obtient aucun siège - sans compter une poignée de voix lors de cinq autres élections locales dans les Länder allemands. Un autre exemple assez connu est celui du Parti polonais des amis de la bière qui se présente d'abord comme une plaisanterie avant de gagner 2,97% des voix et d'obtenir 16 sièges au Sejm après les élections parlementaires de 1991 leur permettant de rejoindre le gouvernement de Hanna Suchocka et d'avoir leur propre ministère. Ces partis sont en généralement purement satiriques mais peuvent développer un programme plus sérieux comme le cas du Parti polonais des amis de la bière l'a montré.

### Fondation du BPÖ

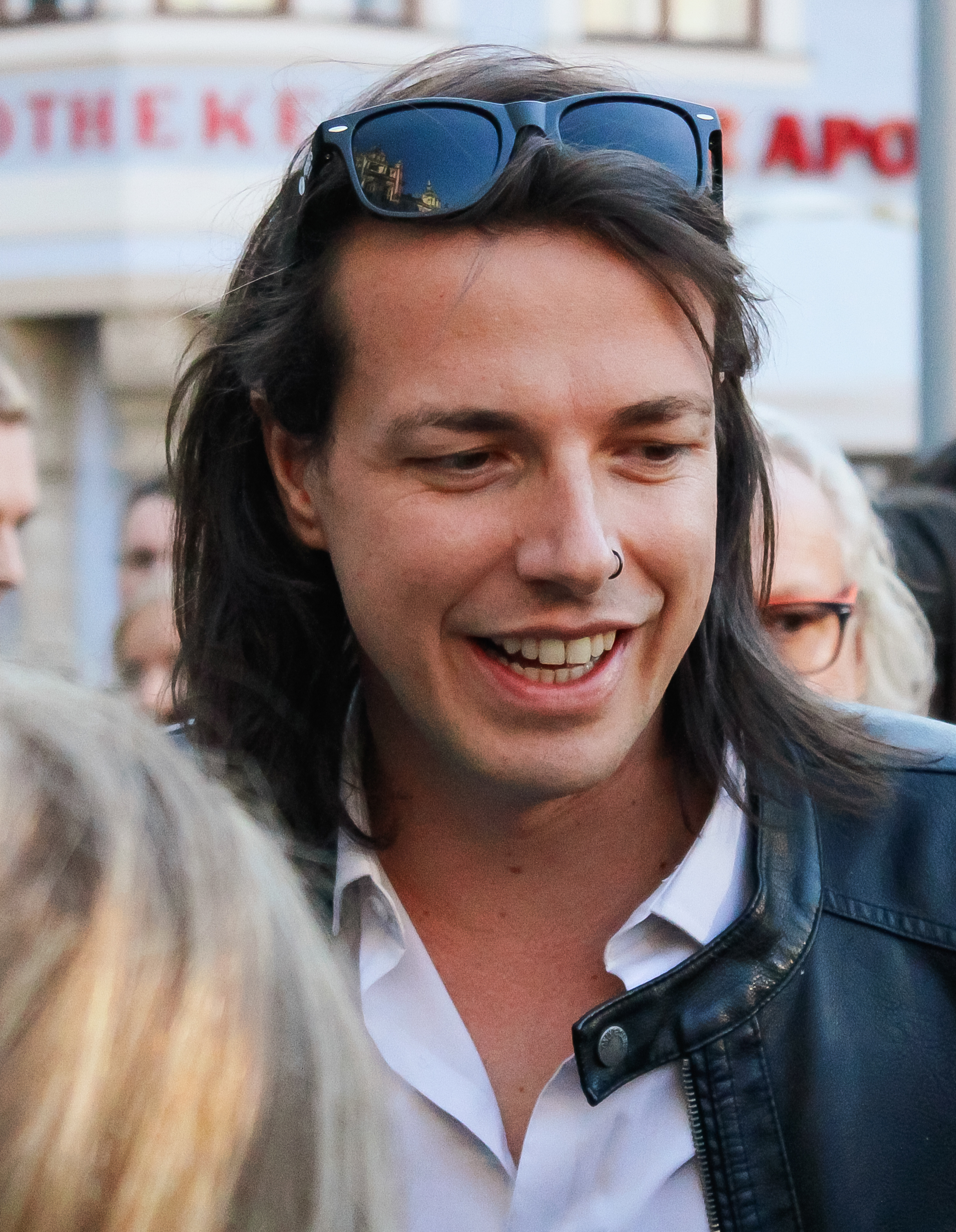
Dominik Wlazny à Graz pour les élections présidentielles en 2022.

Le Parti autrichien de la bière est fondé en 2014 par Dominik Wlazny (alors encore connu sous le nom de scène Marco Pogo), le chanteur du groupe de punk rock viennois Turbobier (de). Wlazny est docteur en médecine et a exercé en tant que médecin avant que son groupe ne rencontre le succès le conduisant à changer de carrière. L'idée derrière la création du BIER vient probablement du morceau Die Bierpartei, apparu sur leur premier album, Irokesentango,. Lors d'un entretien avec le site Kulturwoche.at, Wlazny fait la déclaration que « le pays a besoin d'un mouvement fort - un mouvement fort pour la bière... Je le fais pour le pays. » Il a également affirmé que son engagement durable dans la politique s'inspire de l'affaire Ibiza de 2019 (en).

### Élections législatives de 2019
Le Parti de la bière (toujours sous l'abréviation BPÖ) ne prend part à aucune élection durant les quatre premières années suivant sa fondation. En 2019, ils capitalisent sur le potentiel satirique de l'affaire Ibiza entachant le premier gouvernement Kurz en distribuant des bières gratuites afin d'obtenir des déclarations de soutien (Unterstützungserklärungen) nécessaires pour participer à l'élection. Une des motivations évoquées par le BIER pour cette candidature est que les « histoires d’ivrognes » sont à laisser aux professionnels,,. Une campagne à l'échelle nationale étant impossible, le BIER se concentre sur Vienne. Ils parviennent à recueillir suffisamment de soutiens pour apparaitre sur les bulletins de vote. D'après un sondage en ligne réalisé en juillet 2019 par le tabloïd Österreich, 23% des sondés pourraient imaginer voter pour le Parti de la bière sous certaines conditions. Le jour du scrutin, le parti remporte finalement 4 946 voix, soit 0,6 % à Vienne et 0,1 % à l'échelle de l'Autriche.

### Changement de nom et Élections régionales de 2020 à Vienne
Immédiatement après l'annonce des résultats des élections pour le Conseil national de 2019, le Parti de la bière annonce son intention de lancer une campagne pour les élections régionales dans le land de Vienne en 2020. C'est durant ce scrutin que le parti change de nom et devient simplement le Parti de la bière, changeant son acronyme de BPÖ à BIER.
Néanmoins, la collecte des 1 800 déclarations de soutien signées pose un problème logistique en raison des mesures de confinement mises en place durant la pandémie de Covid-19 en Autriche. Le BIER signale alors que cette situation est particulièrement problématique pour les petits partis qui dépendent du contact direct avec les électeurs et critique un traitement injuste. Néanmoins, sans le soutien de parrainage externe, le BIER parvient à rassembler suffisamment de soutiens pour concourir dans l'élection. Pour les élections de représentants d'arrondissements qui se déroulent en même temps, le parti parvient à présenter des candidats de représentants dans chaque arrondissement de Vienne sauf le premier.
La campagne est lancée par un « rassemblement de la bière » mené par Wlazny et les candidats du parti dans les 23 arrondissements. L'une des promesses de campagne est de remplacer le Hochstrahlbrunnen, une fontaine à la Schwarzenbergplatz de Vienne par une fontaine à bière. Parmi les objectifs les plus sérieux présenté par le parti se trouve la proposition d'une aide durant la pandémie pour la scène culturelle viennoise qui est particulièrement touchée par les mesures de confinement. En octobre 2020, le BIER est le parti qui parvient à générer davantage d'engagement sur les réseaux sociaux que n'importe quel autre parti (dont les partis majeurs) avec un budget de seulement 200 euros alors que les autres partis ont investi plusieurs dizaines de milliers d'euros dans la publicité. Un autre fait notable est le soutien de Niko Alm, un ancien membre du Conseil national qui fait campagne pour le Parti de la bière.
Avec 1,8 % des votes, le BIER n'obtient aucune représentation dans le Landtag. Néanmoins, il parvient à obtenir des sièges dans onze arrondissements de Vienne,. Puisque le parti n'a proposé que six candidats pour l'élection, des représentants pour les mandats restants ont dû être nommé après les résultats. Dominik Wlazny est élu représentant du Simmering, le 11e arrondissement de Vienne.
À la suite de ces élections, Wlazny indique qu'un objectif futur du parti sera l'élection présidentielle attendue pour 2022.

### Élection présidentielle de 2022
Lors d'une conférence de presse tenue le 13 juin 2022, Dominik Wlazny annonce qu'il compte lancer sa candidature à l'élection présidentielle fédérale de 2022; intention qu'il avait déjà évoqué après les élections provinciales et municipales de Vienne. Le 19 août, il annonce avoir réussi à recueillir les 6 000 déclarations de soutien nécessaires. Il participe à l'élection sous son vrai nom et parvient à obtenir 8,3% des suffrages, le plaçant à la 3e position derrière le président Alexander Van der Bellen tout juste réélu et Walter Rosenkranz du FPÖ.

### Élections législatives de 2024
Alors que le BIER est crédité autour de 4 % des intentions de vote dans les premiers sondages, le parti connait une poussée significative dans le courant du mois de juin 2023, parvenant à être crédité plusieurs fois à 11 % voire 12 %. Les journalistes attribuent cela à un éclatement de la gauche autrichienne, à une ouverture à une nouvelle offre politique et à un électorat davantage volatil. Le Parti de la bière rassemblerait des voix du centre et de la gauche ainsi que de la jeunesse et des minorités.
Un virage politique vers la droite dans les derniers mois de la campagne, ainsi que des accusations d'autoritarisme au sein du parti, entraînent une baisse notable dans les sondages, notamment auprès de l'électorat de gauche. Le parti échoue finalement à rentrer au Conseil national en obtenant 2% des voix.

## Positionnement
Selon sa constitution, le Parti de la bière se considère comme un « mouvement biérocratique » (bierokratische Bewegung). Dans une « biérocratie » (Bierokratie), le pouvoir vient de la bière. Le parti reconnait la liberté d'opinion, notamment la liberté de choix de variété de bière. La consommation de bière doit être observée publiquement et les « personnes moins douées pour la boisson » doivent bénéficier d'un soutien spécifique. Le Parti de la bière estime que la diversité et l'individualité au sein de la culture brassicole enrichissent la vie, et soutient donc la tolérance des bières étrangères. Cette tolérance ne s'étend pas aux Radlers, auxquelles le parti s'oppose officiellement. D'après les observateurs, le parti se place dans des positions comparables au centre-gauche de l'échiquier politique et représente surtout un mouvement contestataire et antisystème. 
Pour les élections législatives de 2024, Dominik Wlazny s'est éloigné de son pseudonyme Marco Pogo et a présenté un programme épuré de ses précédentes propositions fantaisistes et conservant celles plus réalistes tels que la mise en place d'un test d'aptitude obligatoire pour les élus, du contrôle du financement des partis ou encore le soutien de programmes promouvant l'égalité des chances. Pendant les derniers mois de la campagne électorale, une droitisation des positions du parti est remarquée, son dirigeant se prononçant en faveur d'un gouvernement d'experts indépendants des partis, tout en n'excluant pas de gouverner avec l'extrême-droite du FPÖ. Le parti s'oppose par exemple à la diminution du temps de travail ou à l'avancement de l'âge de départ à la retraite et se prononce en faveur d'un contrôle accru des demandeurs d'asile. 

### Programme en 10 points en 2020
Pour l'élection de 2020, le Parti de la bière présente une synthèse de son programme en 10 points, allant de l'évidente satire aux propositions sérieuses- depuis 2024, nombre de ces propositions ont disparu du programme du mouvement :
- Une fontaine à bière doit être disposée à Vienne en remplacement de le Hochstrahlbrunnen.
- Autoriser les repas en plein air en hiver.
- Un test d'aptitude obligatoire pour les politiciens.
- Couvrir les frais fixes liés à la pandémie pour sauver la scène culturelle.
- Suppression des heures de fermeture obligatoires pour les restaurants et les bars.
- Suppression de la taxe sur les boissons dans les bars et les restaurants avec une compensation par l'instauration d'une nouvelle taxe de 50 % sur les panachés et « autres atrocités ».
- Distribution mensuelle universelle d'un tonneau de bière à tous les ménages autrichiens (50 litres par adulte et 20 litres par enfant).
- Interdiction des panachés à Vienne et mise en place d'un programme de rachat des panachés contre de la bière.
- Accroître la participation électorale en permettant aux électeurs de « redonner à la politique autrichienne le sérieux qu'elle mérite ».
- Une personne est une personne; vivre et laissez vivre (sauf les buveurs de panaché).

## Résultats électoraux

### Élections présidentielles
| Année | Candidat       | 1er tour | 1er tour | 2e tour | 2e tour |
| Année | Candidat       | %        | Rang     | %       | Rang    |
| ----- | -------------- | -------- | -------- | ------- | ------- |
| 2022  | Dominik Wlazny | 8,31     | 3e       |         |         |

### Élections au Conseil national
| Année | Voix   | %    | Mandats | Rang | Gouvernement        |
| ----- | ------ | ---- | ------- | ---- | ------------------- |
| 2019  | 4 946  | 0,10 | 0 / 183 | 9e   | Extra-parlementaire |
| 2024  | 97 804 | 2,01 | 0 / 183 | 7e   | Extra-parlementaire |

### Élections régionales
| Année | %    | Sièges  | Autres informations                         |
| ----- | ---- | ------- | ------------------------------------------- |
| 2020  | 1,80 | 0 / 100 | 11 conseiller élus dans 12 arrondissements. |